# 氷継麻呂
氷 継麻呂（ひ の つぐまろ、宝亀10年（779年） - 斉衡3年4月26日（856年6月2日））は、平安時代初期の貴族。姓は宿禰。官位は外従五位下・駿河介。字は宿栄。

## 出自
氷氏（氷連・氷宿禰）は、氷室を管理し供御の氷を掌る職業部である氷部の総領的伴造氏族。物部氏の一族で、物部大前宿禰を祖とする。もと姓は連であったが、天武天皇13年（684年）八色の姓により一部は宿禰姓に改姓している。

## 経歴
左京出身。年をとってから大学寮に入学し、日夜倦むことなく算道の勉強に精を出した。淳和朝の天長2年（834年）主計算師に補任されると、仁明朝の承和8年（841年）には算博士兼主計助となり、承和12年（845年）外従五位下に至る。のち、老いにより官職を辞するが、承和15年（848年）特別に駿河介に任ぜられている。
斉衡3年（856年）4月26日卒去。享年76。最終官位は散位外従五位下。

## 官歴
『六国史』による。
- 天長2年（834年） 日付不詳：主計算師
- 承和8年（841年） 日付不詳：算博士兼主計助
- 時期不詳：正六位上
- 承和12年（845年） 正月7日：外従五位下
- 承和15年（848年） 正月13日：駿河介